# 富昌邨

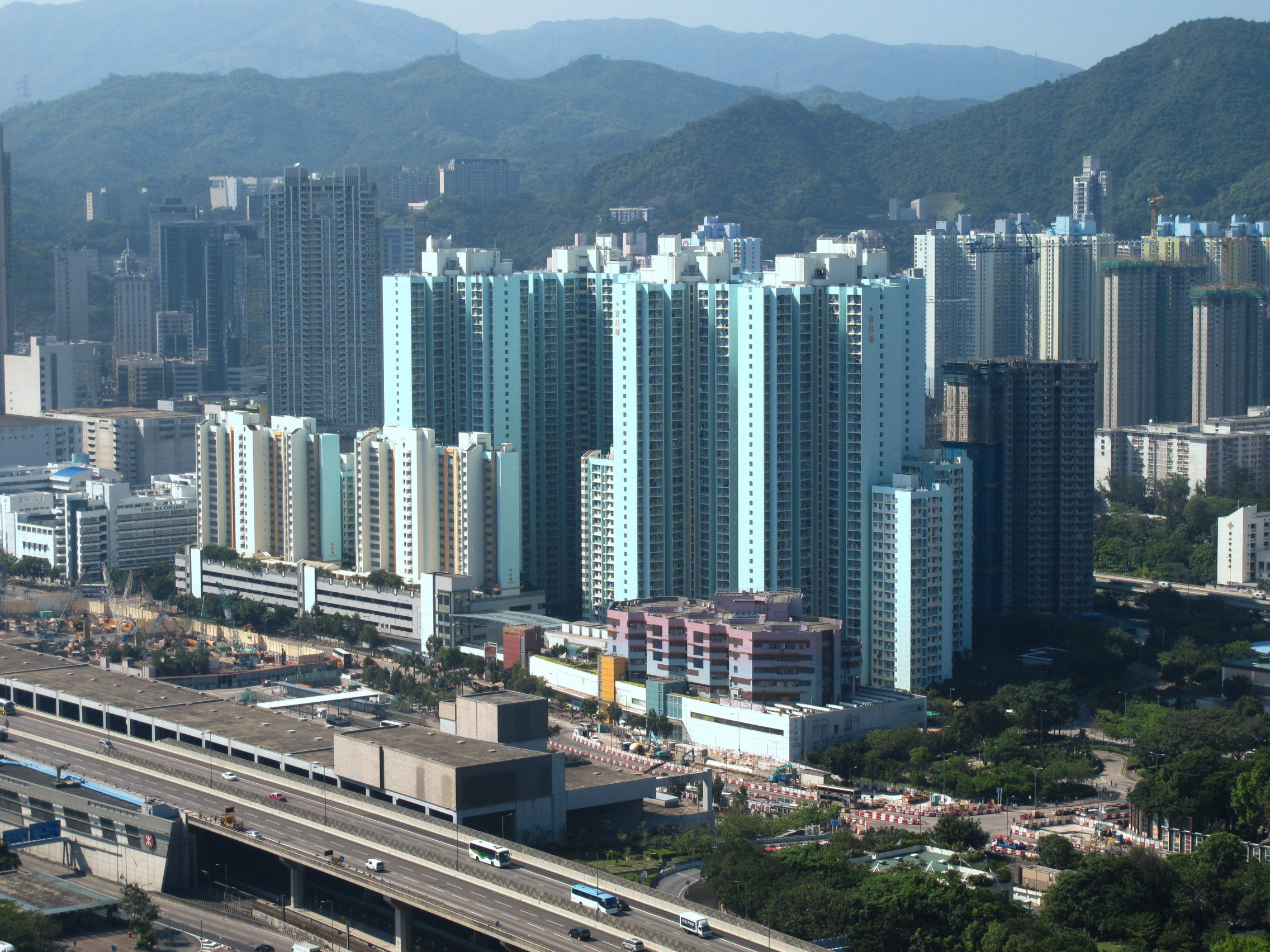
從天際100遠眺富昌邨西南及東南面（2012年）

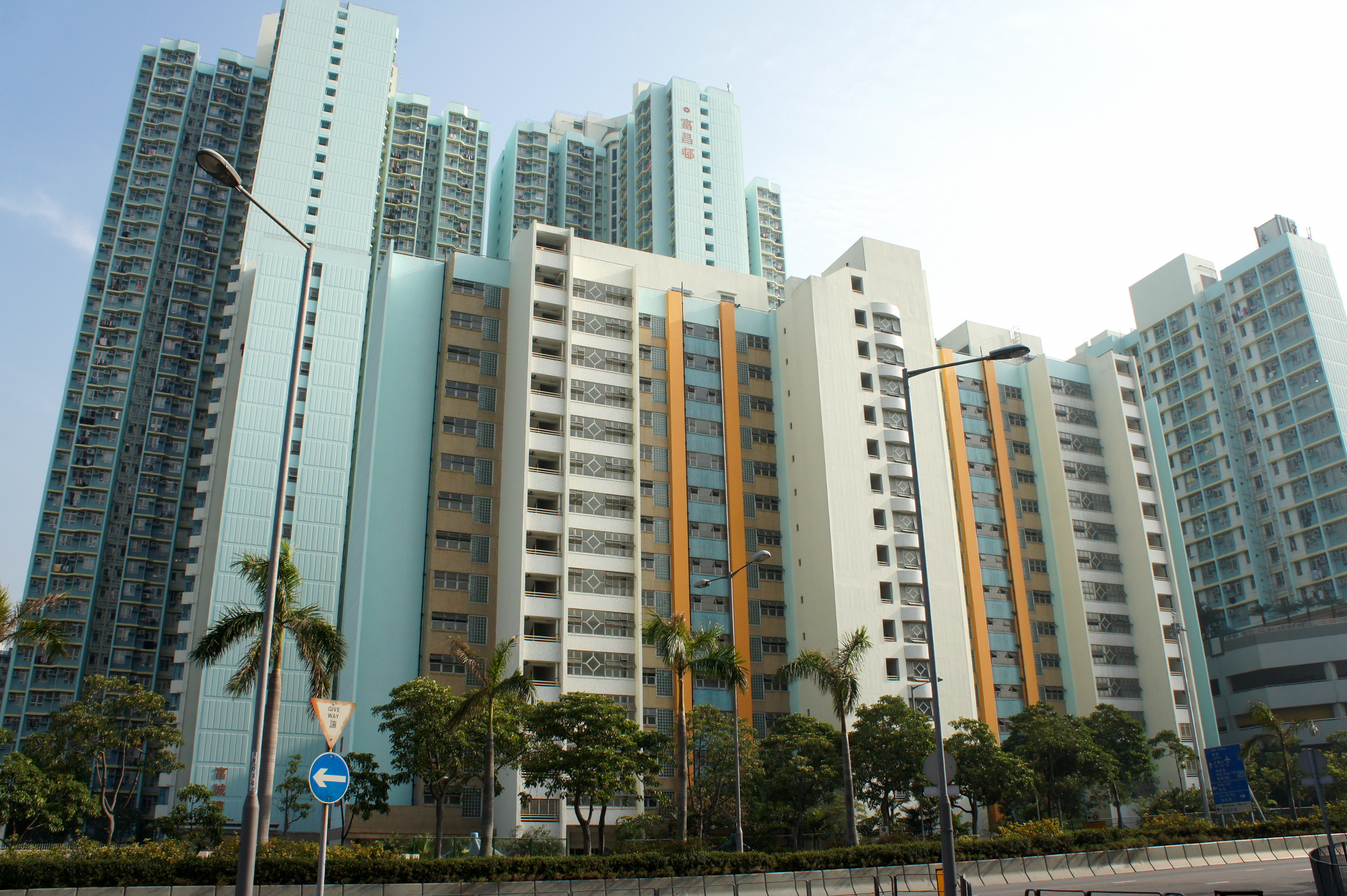
富昌邨西北面，前方為富良樓，後方從左起分別為富誠樓、富萊樓及富凱樓

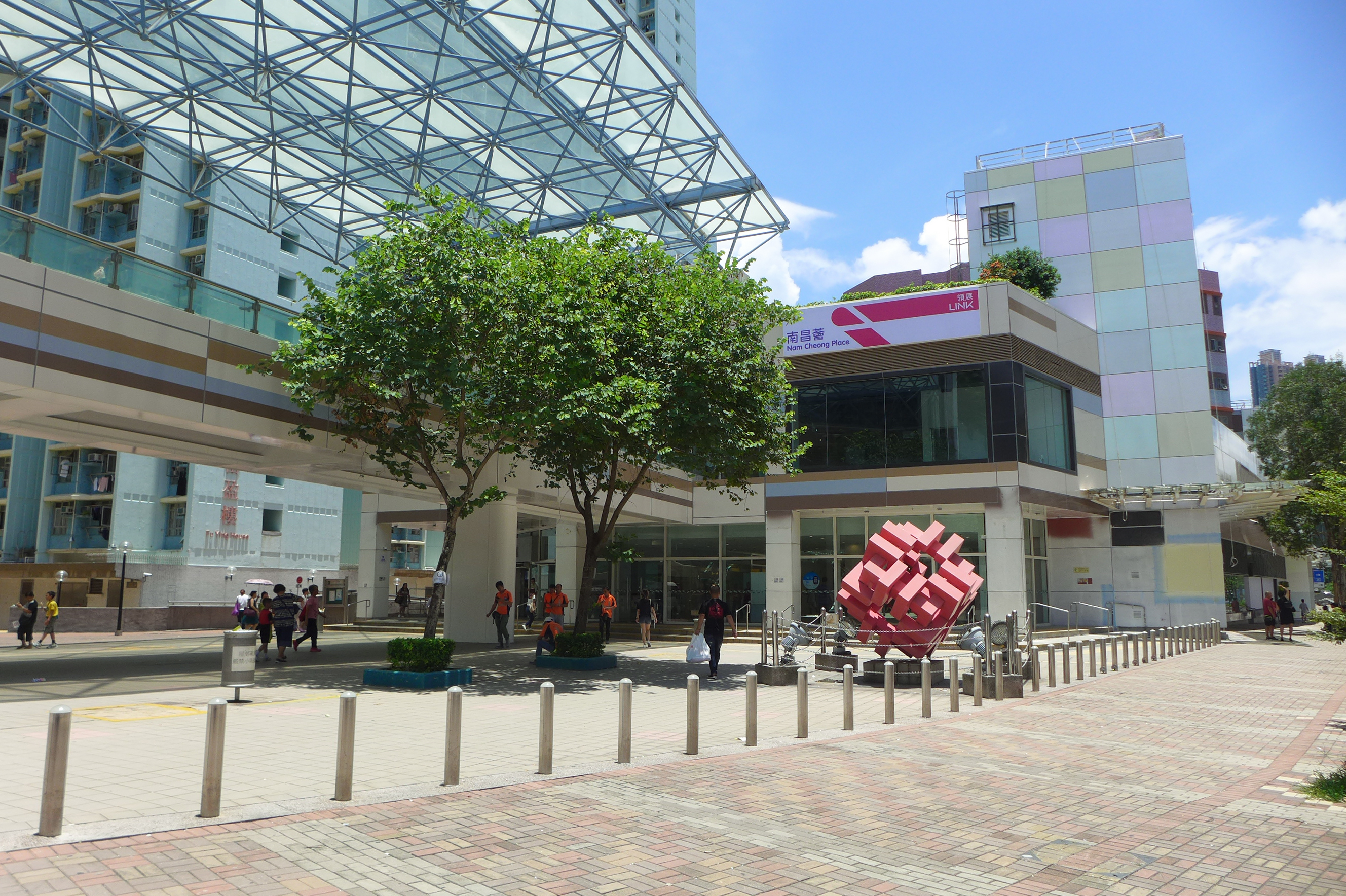
南昌薈

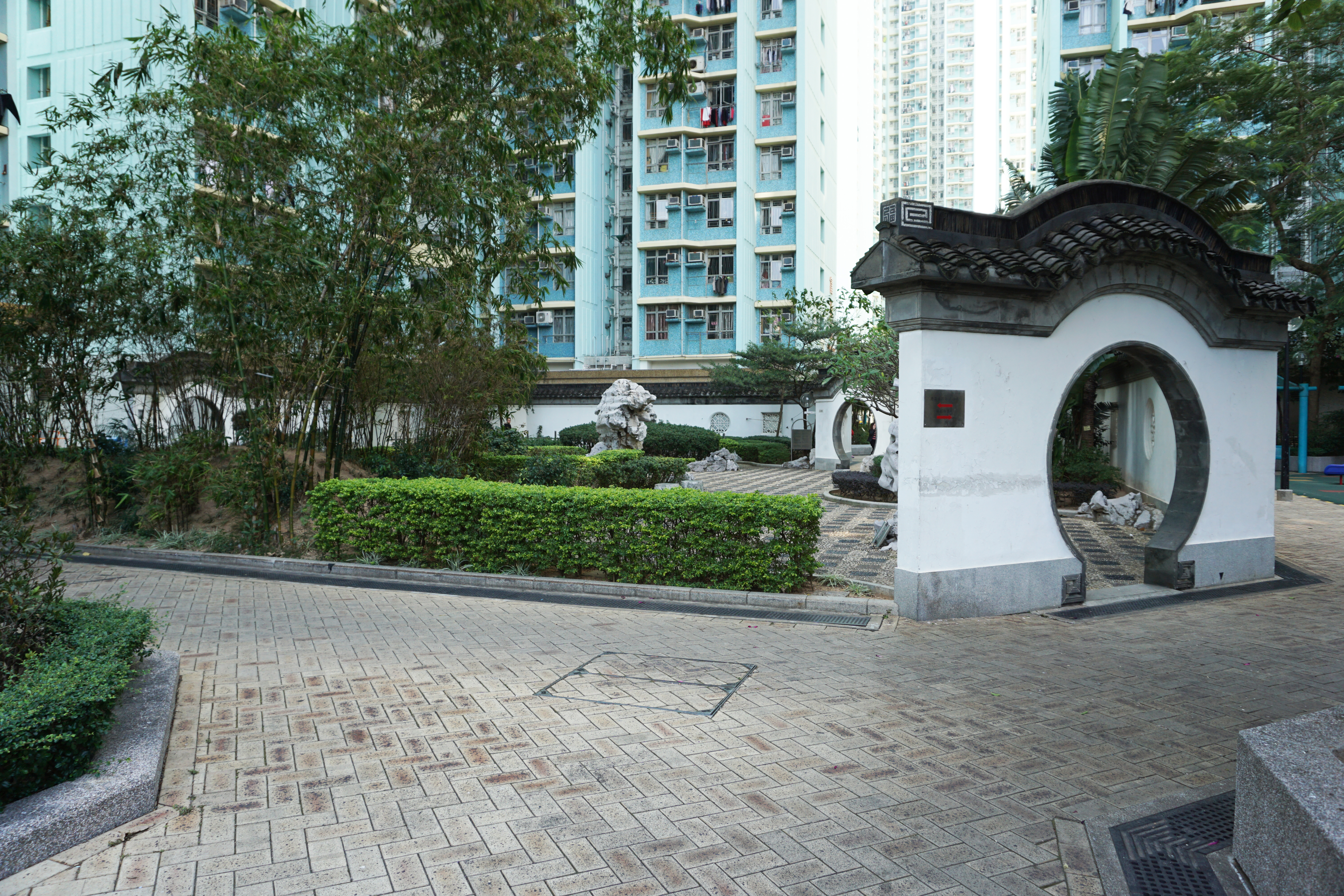
中式庭園

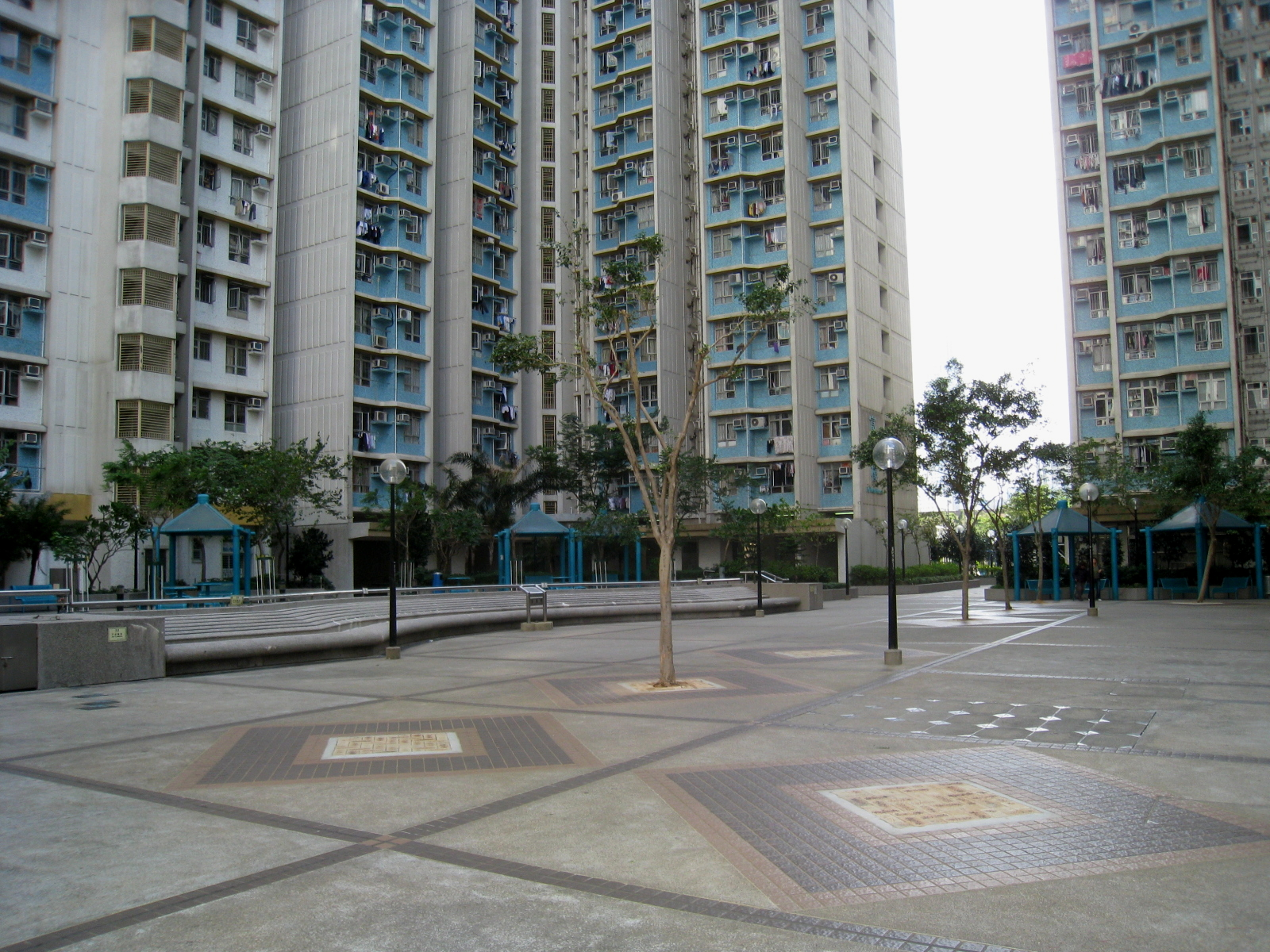
休憩空間

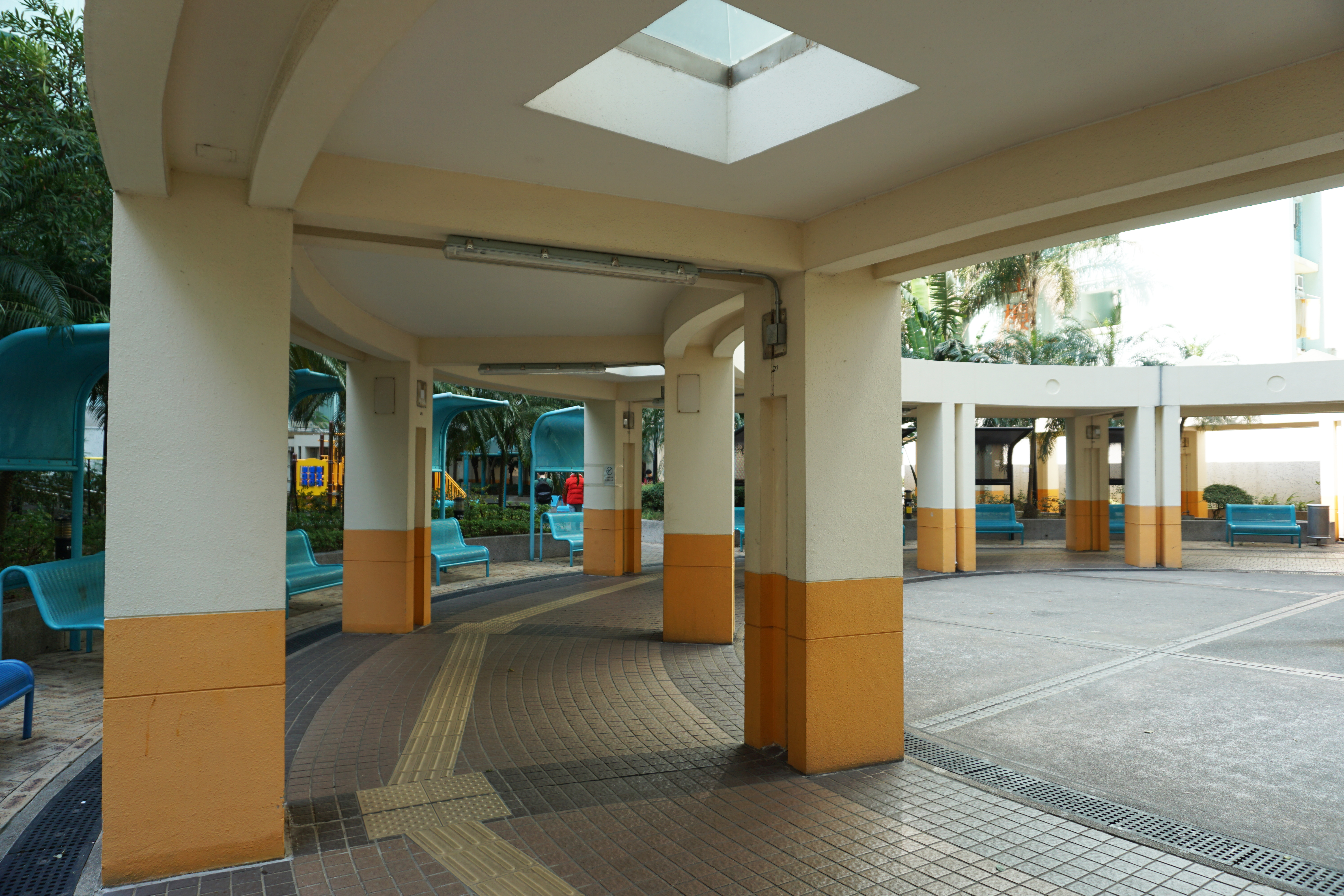
有蓋行人路

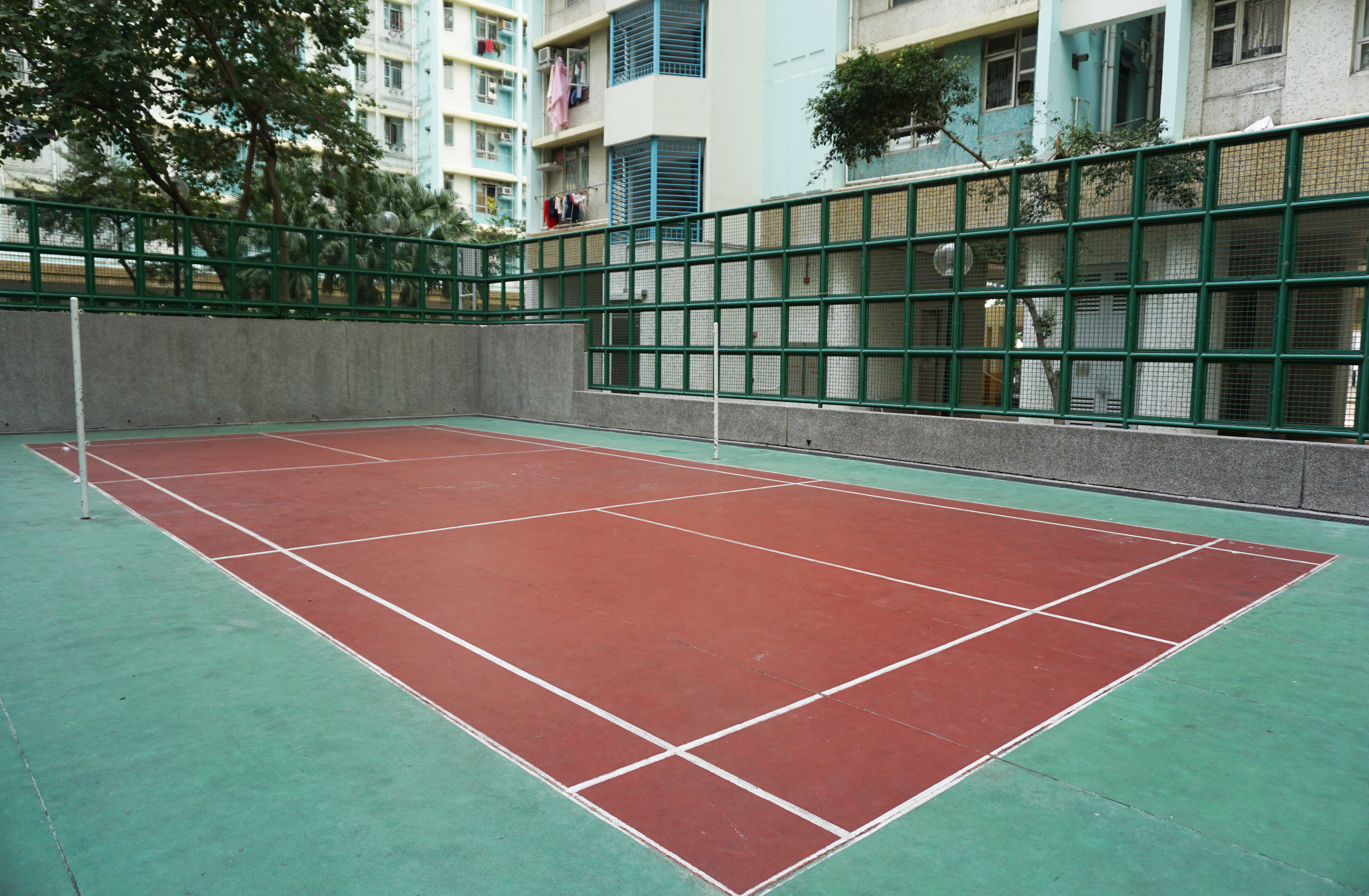
羽毛球場

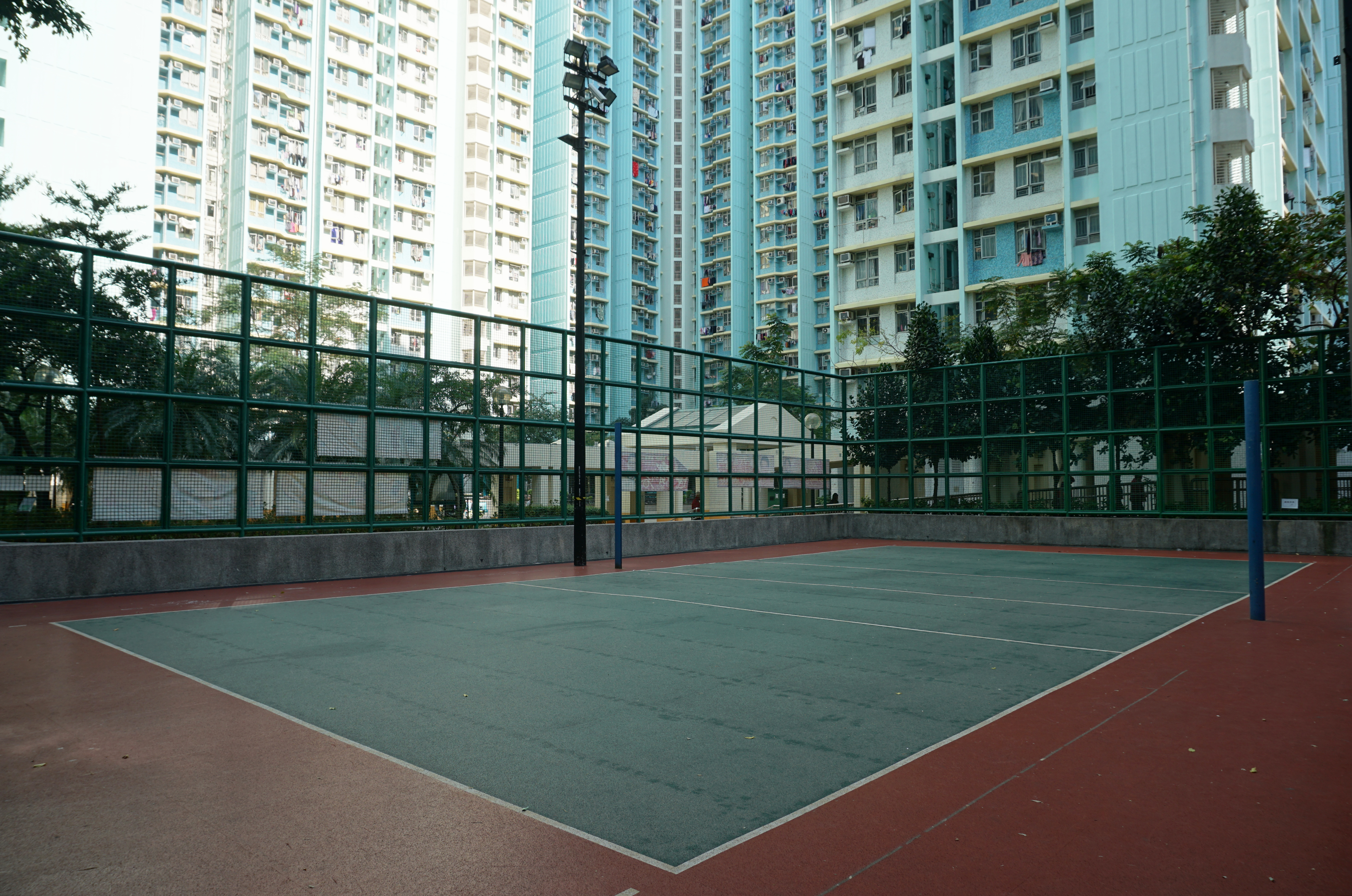
排球場

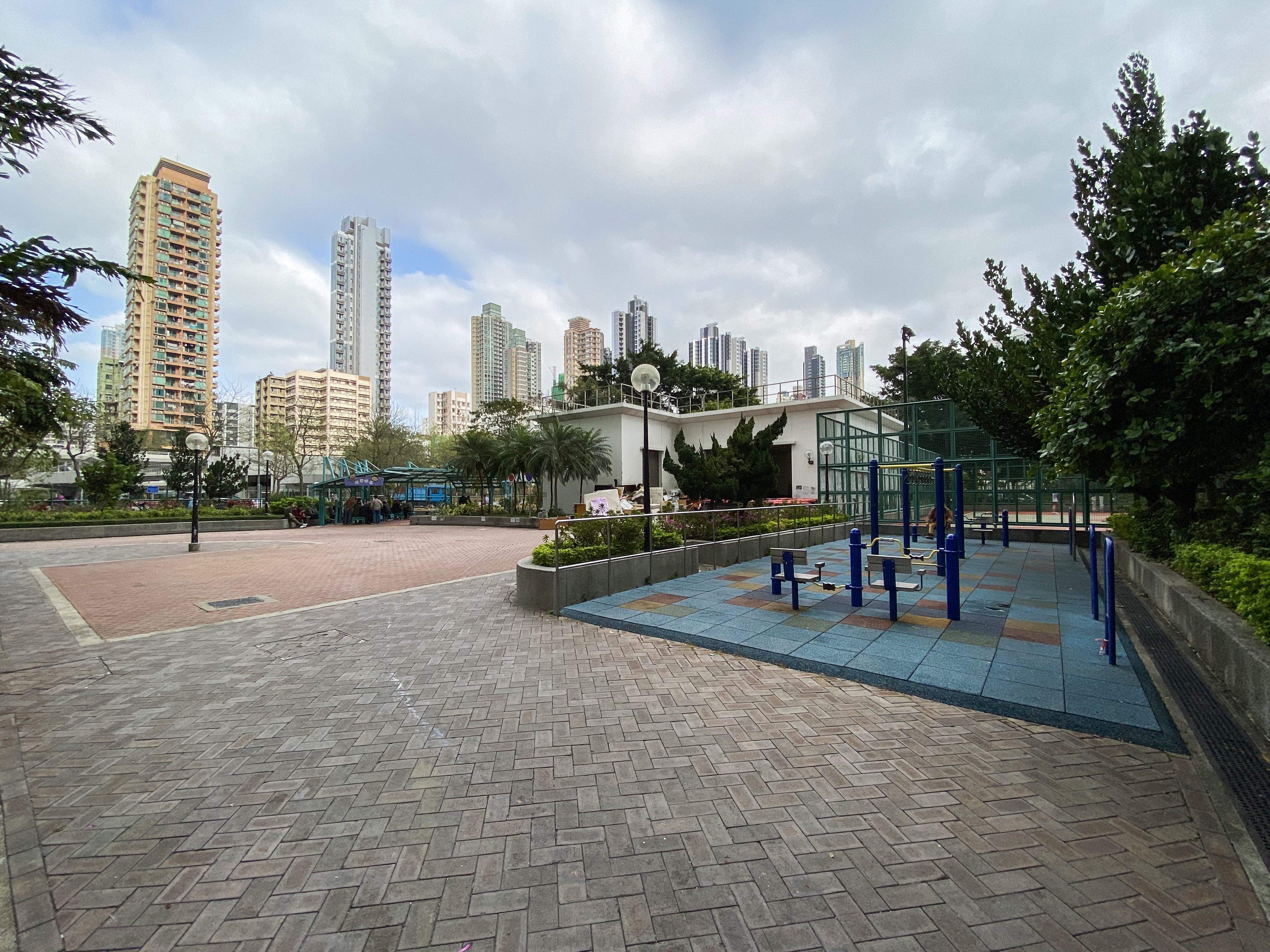
健體區

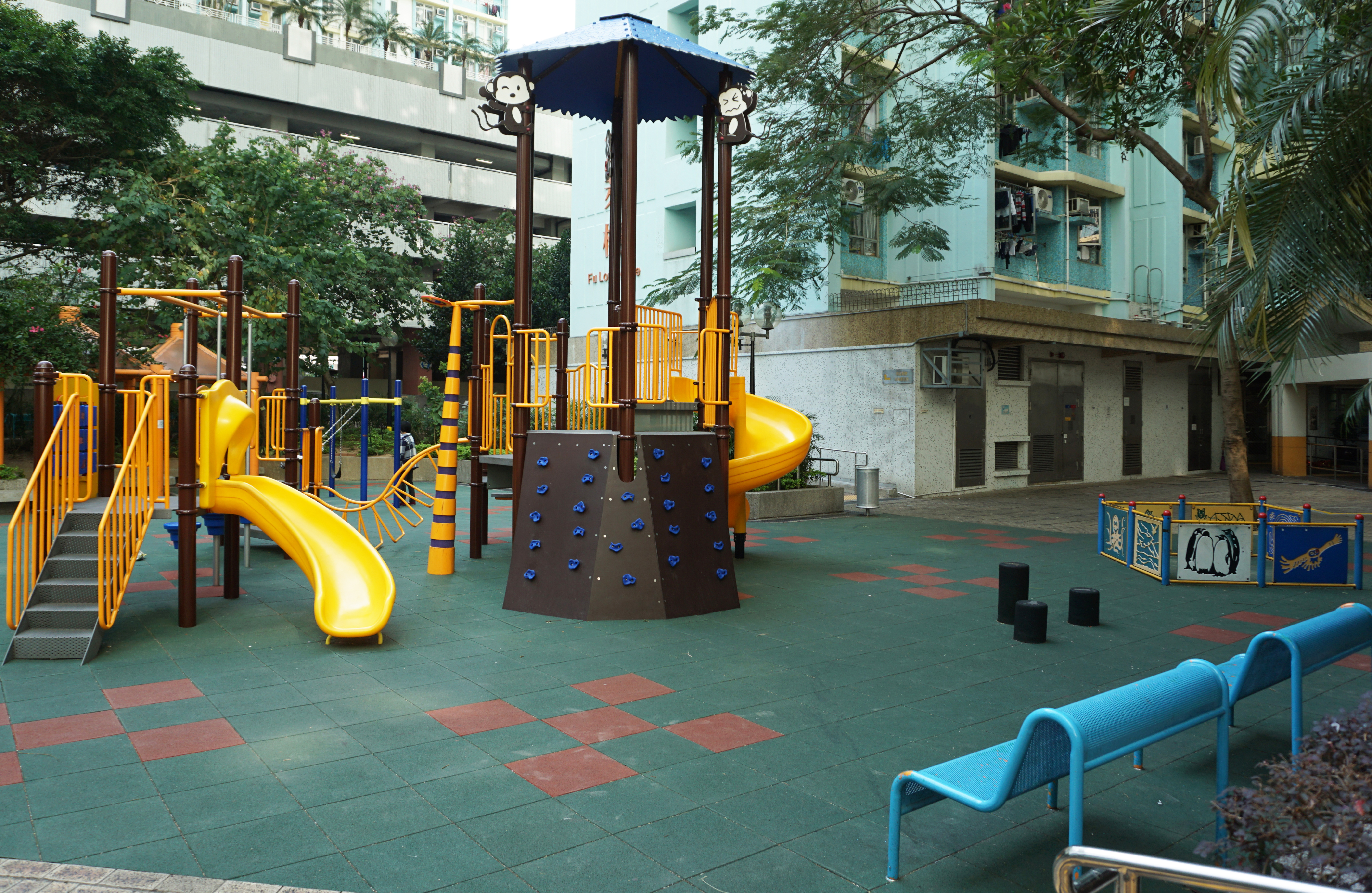
膠滑梯、鞦韆及小童攀石牆

富昌邨（英語：Fu Cheong Estate）是香港的一個公共屋邨。它位於九龍深水埗西近西九龍填海區，於1999年開始興建，2001年入伙，第1期是由周古梁築師事務所有限公司設計，而第3期及商場由利安建築師事務所有限公司設計，是由香港房屋委員會所管理。

## 歷史
富昌邨為深水埗碼頭舊址，富昌邨的興建與深水埗碼頭是息息相關的。深水埗碼頭於1924年開始使用，經營來往中環及於1950年開辦上環威利麻街的渡輪服務，其後往上環的渡輪於1979年因上環威利麻街碼頭被颱風摧毀而取消，於1983年9月1日更開設渡輪來往澳門，隨著尖沙咀的中港碼頭於1988年啟用，來往深水埗與澳門的航線於1989年11月1日停航。
1924年的深水埗碼頭是位於通州街與北河街交界，1977年欽州街對開進行深水埗第一期填海工程來興建南昌邨及搬遷深水埗碼頭，舊有深水埗碼頭便於1978年6月25日由位於欽州街的新碼頭取代，新深水埗碼頭可容納兩艘三層船停泊，更是全港首個安裝電動閘出口的碼頭。而南昌邨於1980年代中期興建，1989年入伙。
來往中環的渡輪服務方面，因為地鐵荃灣綫（現今港鐵荃灣綫）的通車，加上新建深水埗碼頭的位置遠離深水埗的鬧市，來往中環的渡輪服務不斷減班，其後香港政府於1989年宣佈與建新機場，並於西九龍進行填海計劃，在以上的因素下，渡輪服務最後於1992年6月1日取消，由九巴與中巴聯合營辦的114號線取代。114號線由中巴和九巴聯合經營，來往深水埗碼頭與中環港澳碼頭，114線於1997年改行西區海底隧道，改編號為914（後因中華巴士取消專營權改由新巴接辦），並改為來往深水埗碼頭與銅鑼灣（天后），而914線經過數次更改後，至現在由海麗邨來往銅鑼灣（天后），所以914線發展背景可算是見證了西九龍填海區一帶的發展。
深水埗碼頭巴士總站保留至1999年3月7日關閉，以深水埗碼頭巴士總站為終點站的所有巴士線遷至深水埗（東京街）巴士總站為終點站。而原有深水埗碼頭巴士總站的地皮建成了富昌邨，富昌邨於興建時曾經命名為「長沙灣西邨」，由周古梁建築工程師有限公司設計，故此現時富昌邨內的通道命名為「西邨路」，於入伙前已改名為富昌邨，其名稱取其「富裕昌隆」的意思。富昌邨對出的位置是港鐵屯馬綫及東涌綫南昌站。

## 屋邨資料
屋邨設有多個兒童遊樂場、健體區、籃球場、羽毛球場、排球場、棋藝樂園和卵石路步行徑等設施。

### 樓宇
| 樓宇名稱 （座數） | 門牌號碼   | 樓宇類型                                      | 落成年份 | 層數 | 每層伙數                | 每座單位總數（伙） | 建築師                                                                    | 承建商   | 提供升降機服務的廠商 | 期數 |
| ----------------- | ---------- | --------------------------------------------- | -------- | ---- | ----------------------- | ------------------ | ------------------------------------------------------------------------- | -------- | -------------------- | ---- |
| 富凱樓（第1座）   | 西邨路19號 | 單向設計大廈 （小型單位設計連家庭式單位）     | 2001年   | 14   | 10                      | 140                | 房屋署總建築師（3）、 周古梁建築工程師有限公司、 利安建築師事務所有限公司 | 有利建築 | 通力                 | 1    |
| 富良樓（第2座）   | 西邨路19號 | 單向設計大廈 （小型單位設計連家庭式單位）     | 2001年   | 14   | 10                      | 140                | 房屋署總建築師（3）、 周古梁建築工程師有限公司、 利安建築師事務所有限公司 | 有利建築 | 通力                 | 1    |
| 富怡樓（第3座）   | 西邨路19號 | 單向設計大廈 （小型單位設計連家庭式單位）     | 2001年   | 14   | 10                      | 140                | 房屋署總建築師（3）、 周古梁建築工程師有限公司、 利安建築師事務所有限公司 | 有利建築 | 通力                 | 1    |
| 富萊樓（第4座）   | 西邨路19號 | 和諧一型第十款（第三代後期） 連新和諧附翼三型 | 2001年   | 40   | 18（主樓） 25（連附翼） | 860                | 房屋署總建築師（3）、 周古梁建築工程師有限公司、 利安建築師事務所有限公司 | 有利建築 | 通力                 | 2    |
| 富誠樓（第5座）   | 西邨路19號 | 和諧一型第十款（第三代後期） 連新和諧附翼三型 | 2001年   | 40   | 18（主樓） 25（連附翼） | 860                | 房屋署總建築師（3）、 周古梁建築工程師有限公司、 利安建築師事務所有限公司 | 有利建築 | 通力                 | 2    |
| 富旺樓（第6座）   | 西邨路19號 | 和諧一型第六款（第三代後期） 連新和諧附翼三型 | 2001年   | 40   | 20（主樓） 27（連附翼） | 940                | 房屋署總建築師（3）、 周古梁建築工程師有限公司、 利安建築師事務所有限公司 | 有利建築 | 東芝                 | 3    |
| 富韻樓（第7座）   | 西邨路19號 | 和諧一型第六款（第三代後期） 連新和諧附翼四型 | 2001年   | 40   | 20（主樓） 28（連附翼） | 960                | 房屋署總建築師（3）、 周古梁建築工程師有限公司、 利安建築師事務所有限公司 | 有利建築 | 東芝                 | 3    |
| 富盈樓（第8座）   | 西邨路19號 | 和諧一型第六款（第三代後期） 連新和諧附翼四型 | 2001年   | 40   | 20（主樓） 28（連附翼） | 960                | 房屋署總建築師（3）、 周古梁建築工程師有限公司、 利安建築師事務所有限公司 | 有利建築 | 東芝                 | 3    |
| 富悅樓（第9座）   | 西邨路19號 | 和諧一型第十款（第三代後期） 連新和諧附翼四型 | 2001年   | 40   | 18（主樓） 26（連附翼） | 880                | 房屋署總建築師（3）、 周古梁建築工程師有限公司、 利安建築師事務所有限公司 | 有利建築 | 英國通用電器-捷運    | 4    |
| 富潤樓（第10座）  | 西邨路19號 | 服務設施大樓 （大樓內設有長者住屋二型）       | 2001年   | 5    | （待查）                | （待查）           | 房屋署總建築師（3）、 周古梁建築工程師有限公司、 利安建築師事務所有限公司 | 有利建築 | 英國通用電器-捷運    | 4    |

富旺樓、富韻樓及富盈樓原設計為第十款和諧一型大廈，後因房屋署增加非長者一人單位供應而改裝爲提供更多一人單位的第六款大廈，同時此等大廈其中兩個一人單位的廚房窗戶面積比標準設計為大。另外，富悦樓採用2000年版和諧一型設計，於每層的大堂位置對出均設有平衡陣，單位的廚廁改爲與新和諧式相近的設計，但單位面積不變。
富潤樓為全港最後一座二型長者住屋大廈、最後一座由房委會興建的獨立長者住屋大廈及全港最後一座共用廚廁的公共屋邨樓宇。

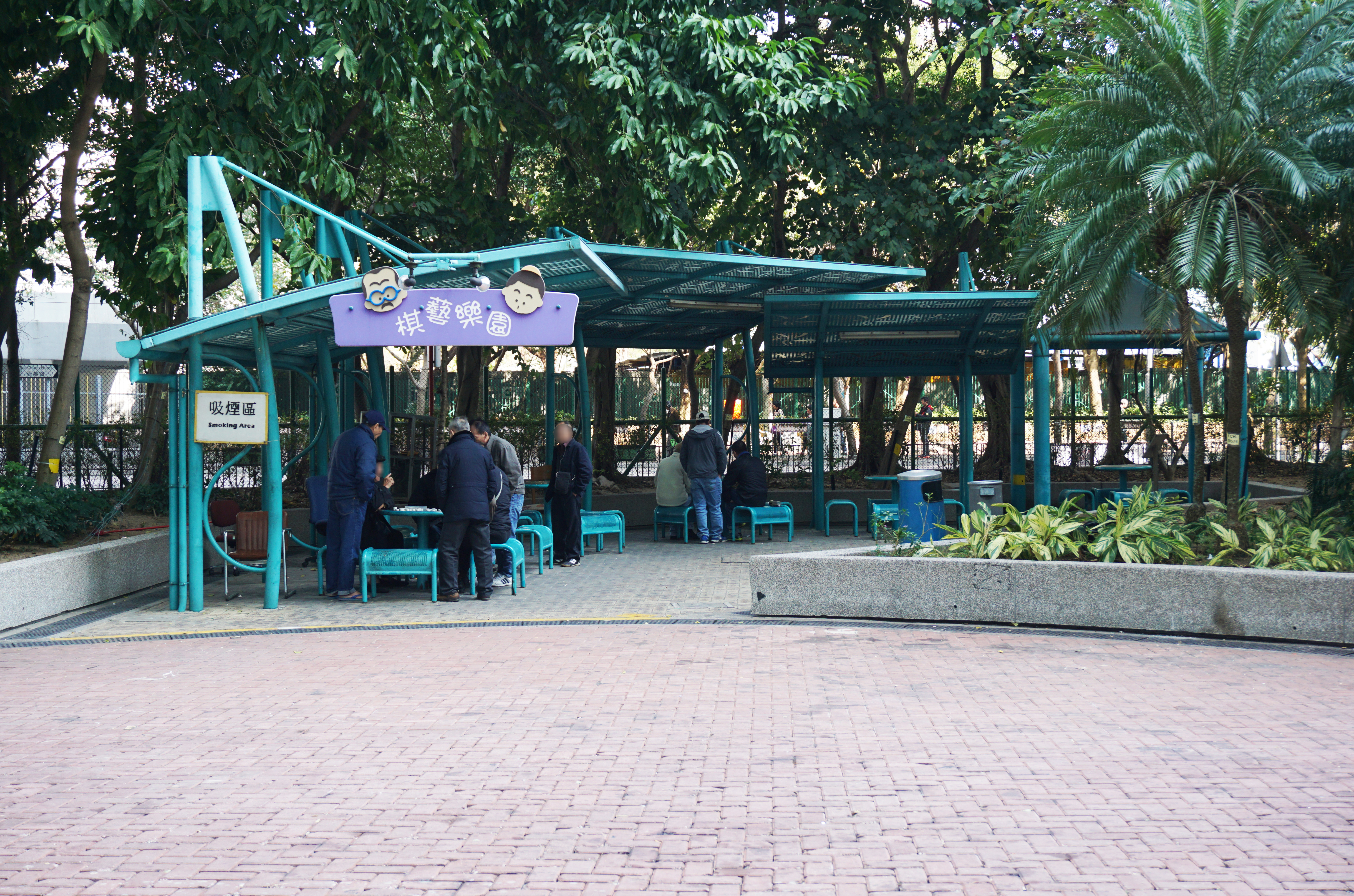
棋藝樂園與吸煙區
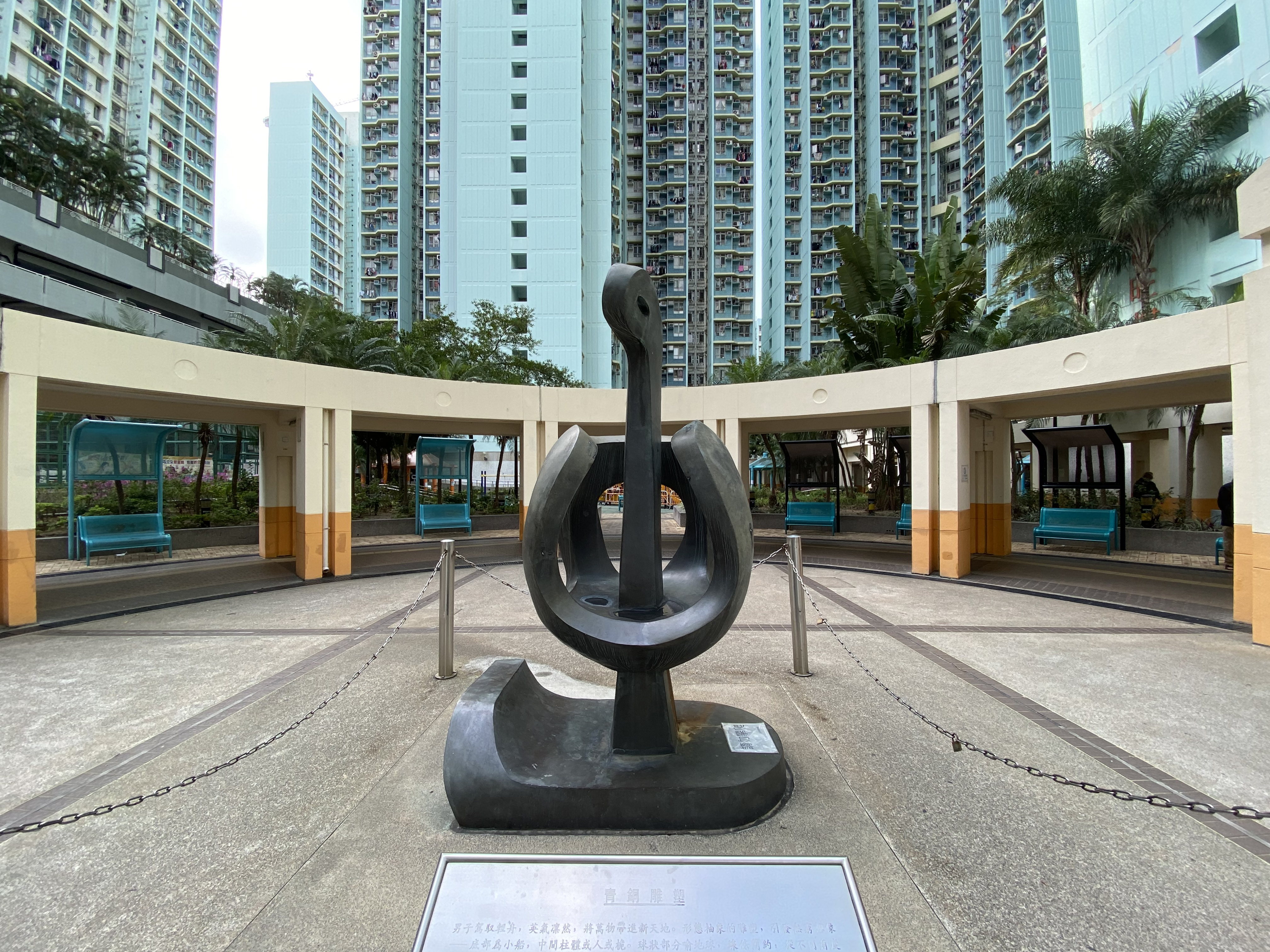
屋邨雕塑
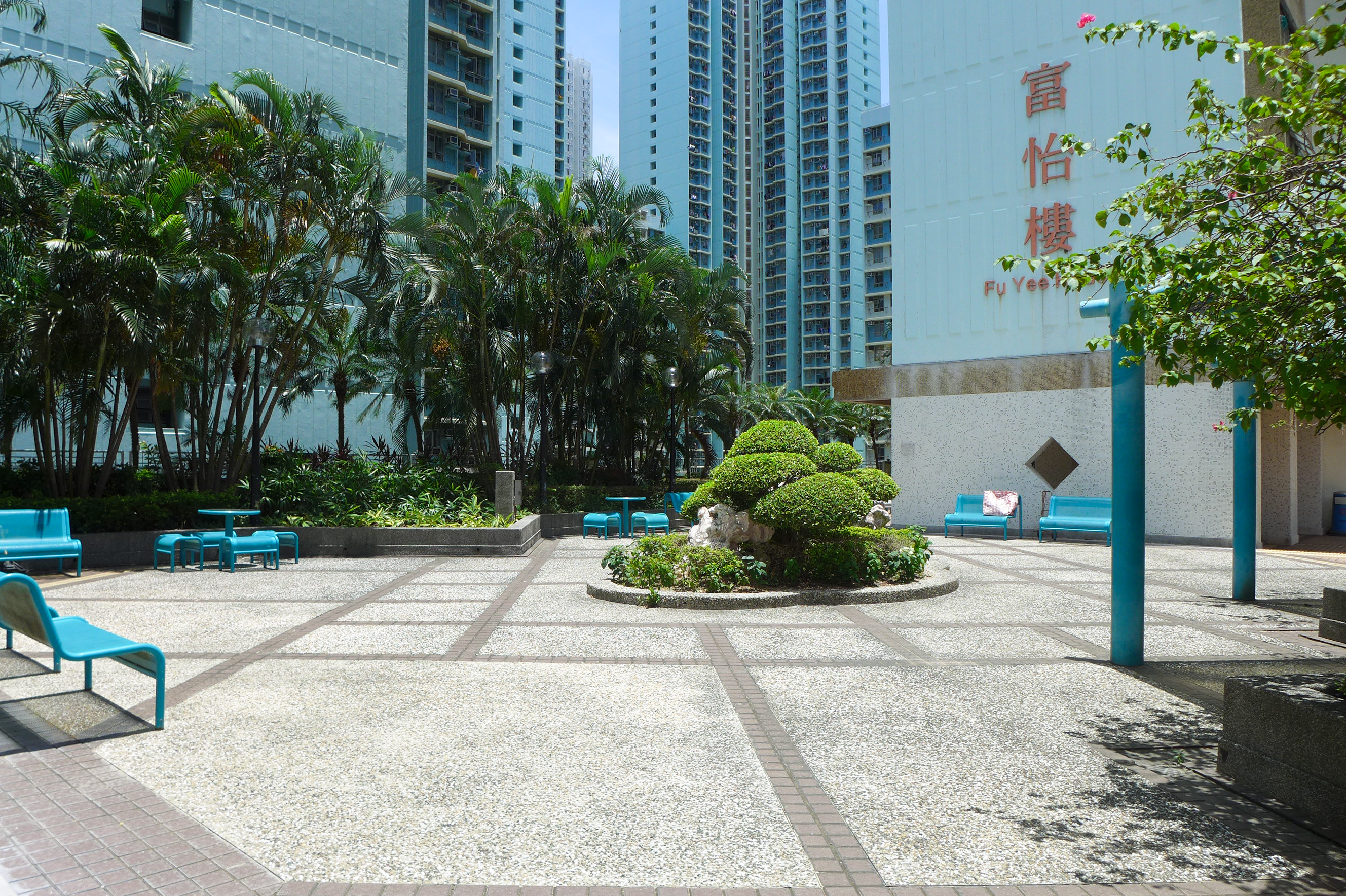
富怡樓平台花園
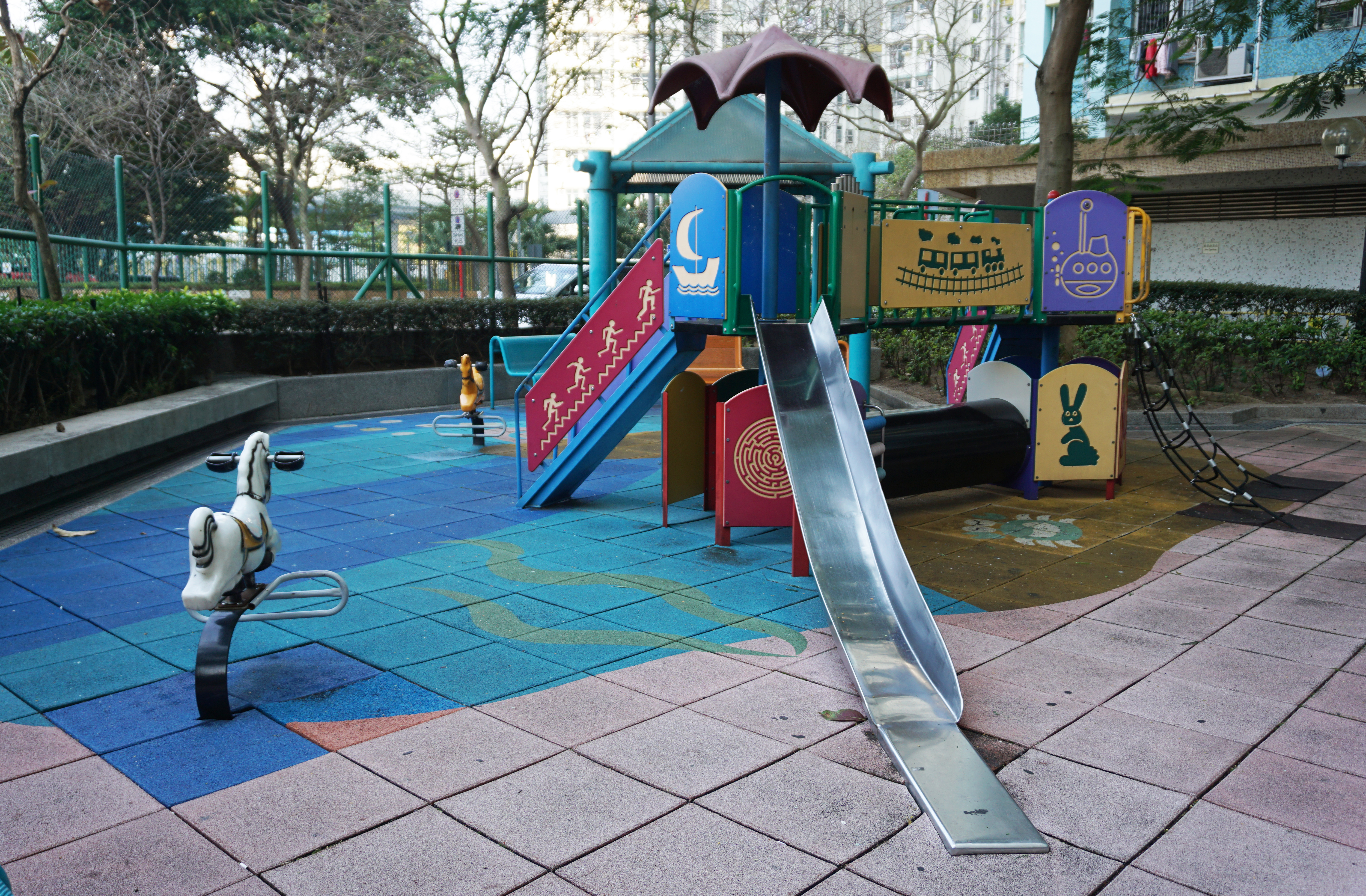
彈簧椅及鋼滑梯
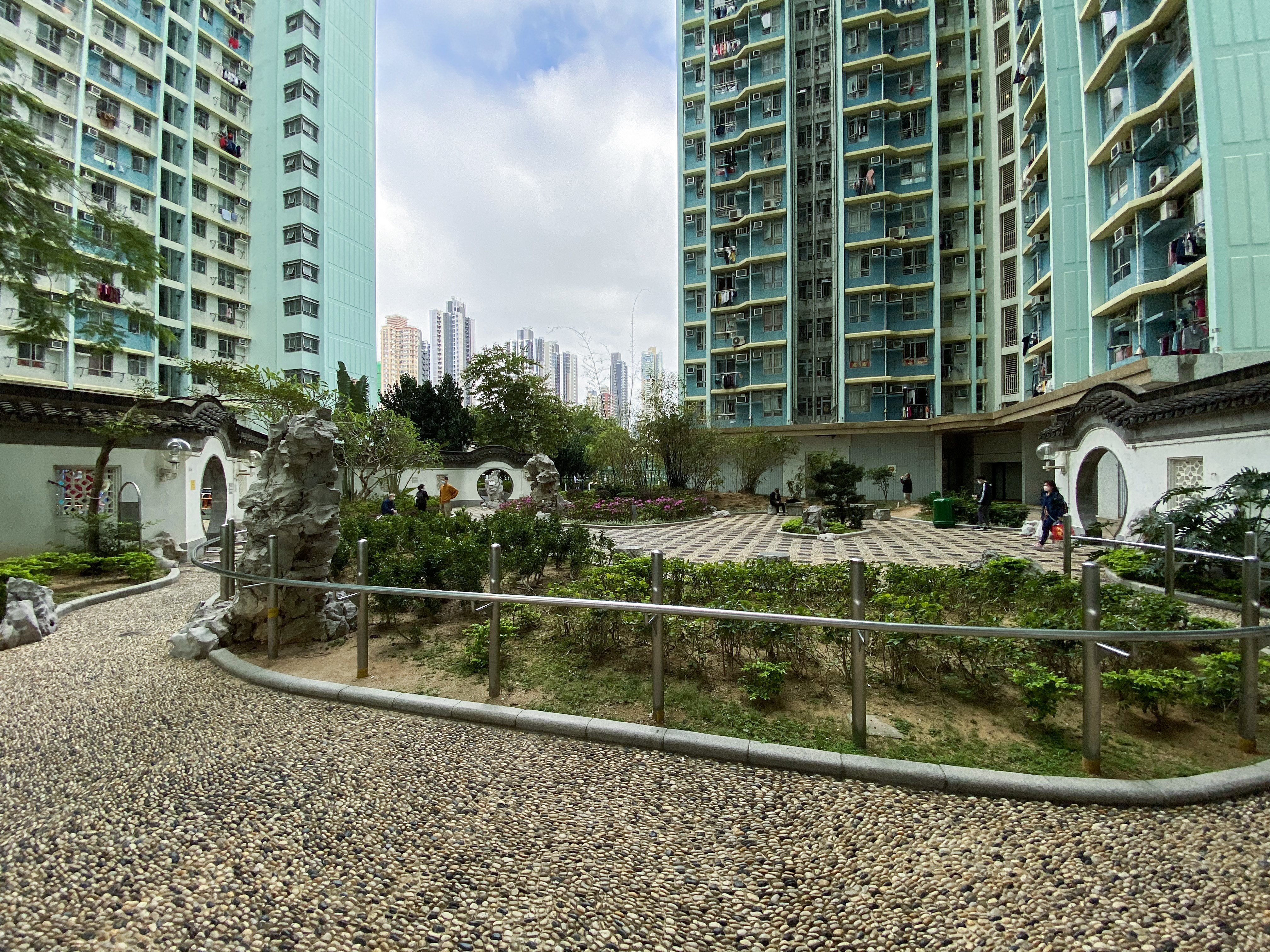
中式庭園內設卵石路步行徑
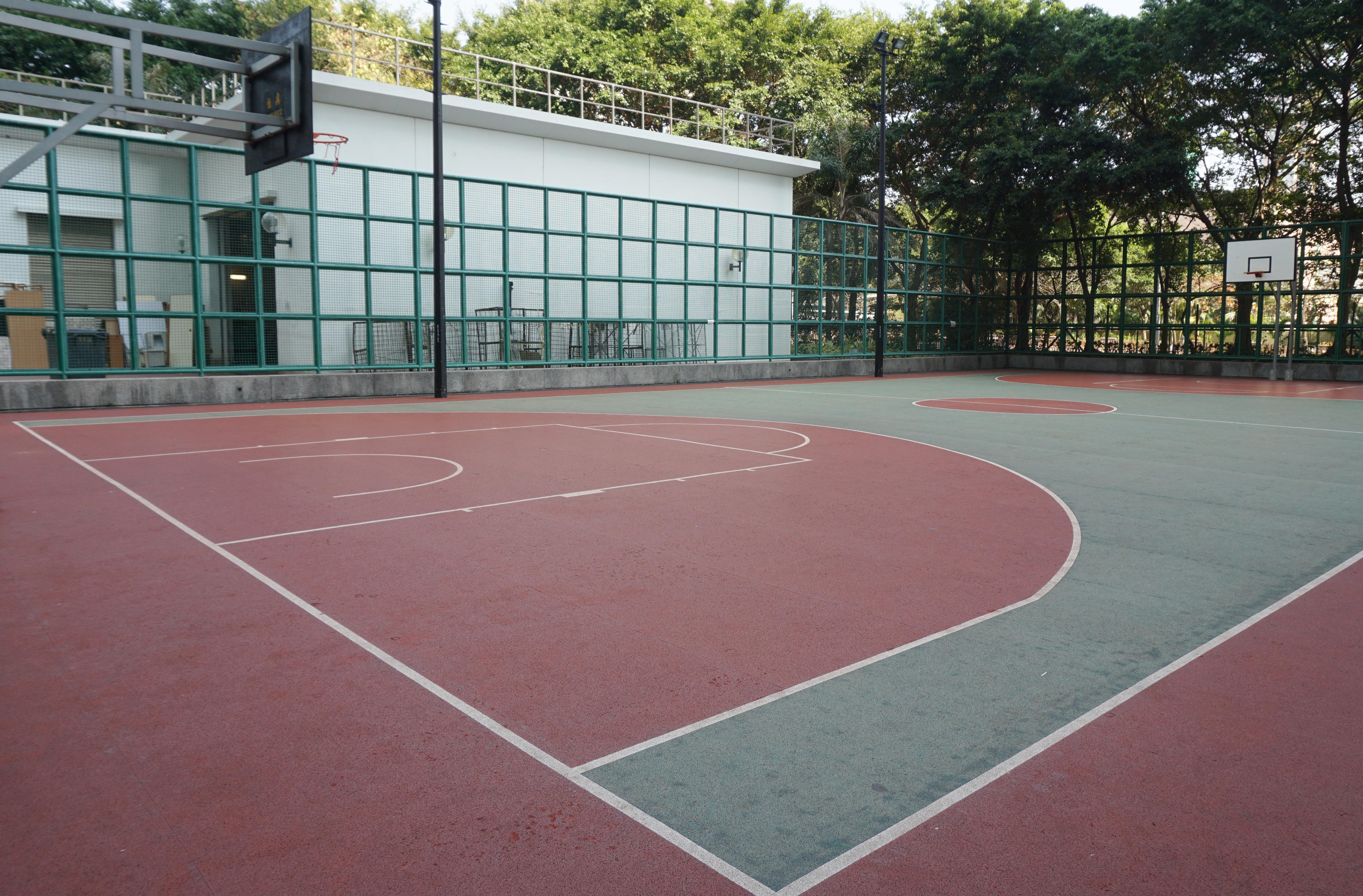
籃球場

## 教育及福利設施

### 幼稚園
- 保良局劉陳小寶幼稚園 （2002年創辦）（位於富潤樓第16座平台）

### 綜合服務中心
- 協康會富昌中心 {{（位於富萊樓地下B及C翼）

### 綜合青少年服務中心
- 東華三院余墨緣綜合服務中心 （位於富潤樓服務設施大樓5樓）

## 南昌薈
富昌邨設有一個雙層商場，初時稱為富昌商場，於2001年9月落成，面積約6,150平方米。商場地下有百佳超級廣場、佳寶凍肉超級市場、茶餐廳、鞋店、萬寧、糖果店、OK便利店、士多；一樓則有麥當勞、太興燒味餐廳、大快活、日本城、運動用品專門店、髮型屋、順豐速遞、藥房、西醫、牙醫,中醫、醫療中心、補習中心、匯豐銀行櫃員機及香港青年旅舍協會辦事處等。（部份店鋪已在2018年6-7月搬遷，配合改建為街市及酒樓。）而商場的電動樓梯曾是走光黑點，後經附近的聖瑪加利男女英文中小學的投訴，指該校女生在扶手電梯上被偷看裙下春光，商場最後在透明扶手電梯兩旁加上磨沙貼紙。而商場於2019年4月正名為南昌薈。

## 知名住客
- 鄧紹斌（人稱斌仔，已故）
- 袁偉豪 : 無線電視藝員

## 交通
2016年10月9日重陽節起，70S號線總站由佐敦渡華路遷往紅磡站並改經青沙公路往返和合石，同時擴大服務範圍，是首次有清明及重陽路線服務該區。（註：往和合石掃墓之乘客，需步行至長沙灣道北河街或怡閣苑分站登車）

## 軼事

### 公屋「軍火庫」
富昌邨富韻樓住有一位60多歲的梁姓持有軍械的男子，曾當過華籍英兵，退役前曾任職職懲教署，於2009年前退休，是懲教署槍會及香港射擊總會會員，持有槍牌，家中夾萬藏槍枝及軍火過百。因為2011年4月16日.22口徑長槍抹槍時走火重傷，報警送院而被發現非法自設軍火庫。 

## 鄰近屋邨
- 南昌邨
- 榮昌邨
- 海達邨